# Општина Унгурени (Бакау)
Унгурени (рум. Ungureni) општина је у Румунији у округу Бакау.
Oпштина се налази на надморској висини од 313 m.